# David Zepeda
David Zepeda (Nogoles, Mexikó, 1973. szeptember 19.) színész, énekes és modell. A 2000-es Manhunt International szépségversenyen Mexikót képviselte, és második lett Brett Wilson mögött.

## Élete
Három idősebb bátyja van. A Desnudos című filmben meztelenül szerepel egy csoportos szex-jelentben. Zepeda több telenovellában szerepelt (Sarokba szorítva, Kettős játszma, A csábítás földjén. A TV Azteca és a Univision számára is dolgozott. A 2011-es év jelentette a kiugrást számára, mivel ő játszhatta el a La fuerza del destino (A végzet hatalma) című teleregény főszerepét, Gabriel Soto helyett.
Jelenleg a színész Mexikó és Arizona közt ingázik. Diplomáját polgári jogokból szerezte, a Harvard Egyetemen is tanult.

## Telenovellák
| Év        | Cím                                 | Szerepnév                                             | Magyar hangja                                           | TV stúdió  |
| --------- | ----------------------------------- | ----------------------------------------------------- | ------------------------------------------------------- | ---------- |
| 1999      | Marea Brava                         | Marcos                                                |                                                         | TV Azteca  |
| 2001      | Mint a filmekben                    | Paco                                                  |                                                         | TV Azteca  |
| 2004      | La Heredera                         | Fabian                                                |                                                         | TV Azteca  |
| 2004      | Los Sánchez                         | Omar                                                  |                                                         | TV Azteca  |
| 2006      | Mi amor secreto                     |                                                       |                                                         | TV Azteca  |
| 2006      | Amores Cruzados                     | Diego (főhős)                                         |                                                         | TV Azteca  |
| 2007      | Sarokba szorítva                    | Maximiliano Irazabal / Alejandro Salvatierra (főhős)  | Varga Rókus                                             | Venevisión |
| 2009      | Kettős játszma                      | Bruno Damián Albéniz-Lombardo Velarde (negatív főhős) | Varga Rókus                                             | Televisa   |
| 2010      | Riválisok A csábítás földjén        | Alonso Peñalvert (egyik főhős)                        | Varga Rókus (RTL Klub) Dányi Krisztián (Zone Romantica) | Televisa   |
| 2011      | A végzet hatalma                    | Ivan Villagomez McGuire (főhős)                       | Crespo Rodrigo                                          | Televisa   |
| 2012      | Bűnös vágyak                        | Damian Arango Mondragón (főhős)                       | Varga Rókus                                             | Televisa   |
| 2013      | Mentir para vivir                   | Ricardo Sánchez Bretón (főhős)                        |                                                         | Televisa   |
| 2014      | Hasta el fin del mundo              | José Luis Ramírez 'Chava' / Salvador Cruz (2) (főhős) |                                                         | Televisa   |
| 2016      | Ana három arca                      | Ramiro Fuentes (főhős)                                | Varga Rókus                                             | Televisa   |
| 2017      | La doble vida de Estela Carrillo    | Ryan Cabrera (főhős)                                  |                                                         | Televisa   |
| 2018      | Por amar sin ley                    | Ricardo Bustamante (főhős)                            |                                                         | Televisa   |
| 2020      | A végzet asszonya                   | José Luis Navarrete                                   | Varga Rókus                                             | Telemundo  |
| 2020–2021 | Viharos szívek                      | Álvaro Falcón Albarrán (főhős)                        | Varga Rókus                                             | Televisa   |
| 2021–2022 | Mi fortuna es amarte                | Vicente "Chente" Ramírez Pérez (főhős)                |                                                         | Televisa   |
| 2022      | Vencer la ausencia                  | Jerónimo Garrido                                      |                                                         | Televisa   |
| 2023      | Pienso en ti                        | Ángel Santiago                                        |                                                         | Televisa   |
| 2025      | A.mar, donde el amor teje sus redes | Fabián Bravo                                          |                                                         |            |

## Filmek
- 2004: Desnudos – Juli

## Diszkográfia
- 2012: Talismán – David Zepeda
- 2013: Volverte a enamorar